# بادخورک طوق‌بلوطی
بادخورک طوق‌بلوطی (نام علمی: Streptoprocne rutila) نام یک گونه از سرده بادقپک‌های پیچیده است.